# De @-cultuur
De @-cultuur (oorspronkelijke titel: The Cult of the Amateur: How Today's Internet Is Killing Our Culture) is een boek uit 2007 van de Amerikaanse auteur en internetcriticaster Andrew Keen. De Nederlandse vertaling verscheen in 2008.
Keens eerste boek is een kritiek op het enthousiasme rondom user generated content, peer production en andere Web 2.0-gerelateerde verschijnselen.
Het boek is geschreven nadat Keen een controversieel essay had geschreven in het Amerikaanse opiniemagazine The Weekly Standard waarin hij Web 2.0 bekritiseert om haar overeenkomst met het marxisme vanwege het vernietigen van professionalisme en vanwege het onmogelijk maken om kwaliteitsmateriaal te vinden tussen alle user generated content. Het boek is deels gebaseerd op dat essay.

## De @-cultuur: valkuil of vangnet voor de media

### Televisie
Keen meldt dat 71 procent van de jongeren tussen achttien en negenentwintig jaar het meeste nieuws van internet halen via Twitter, nieuwssites en dergelijke. Die informatie is niet altijd betrouwbaar, zo stelt Keen, want "één bron is geen bron". Hoe minder aandacht er is voor het nieuws op televisie, hoe lager de kijkcijfers. Dit zorgt ervoor dat adverteerders wegblijven en dat nieuwsdiensten moeten besparen. Als zenders blijven besparen in hun nieuwsprogrammering, zullen de kijkcijfers blijven dalen. Met als gevolg dat de kwaliteit van het nieuws zal verminderen door de besparing op deskundige en professionele vakmensen, aldus de redenering van Keen.
Het televisielandschap besteed nu al meer aandacht aan goedkope spelprogramma's en realityseries in plaats van aan documentaires. Deze laatste zijn te duur geworden. Met beperkte investering in nieuwe digitale projecten en acteursblogs probeert men het hoofd boven water te houden.

### Kranten en tijdschriften
Het aantal lezers van kranten en tijdschriften daalt en vanwege een krimpend aantal abonnees dalen de reclame-inkomsten. Keen stelt dat naarmate de oplagen dalen, adverteerders meer en meer hun budgetten besteden aan digitale media. Daar kunnen ze doelgerichter op een breder publiek mikken. The New York Times telde in 2008 zo'n 2,8 miljoen abonnees, terwijl de gratis webversie werd bezocht door 40 miljoen lezers per maand. The Economist voorspelde dat de helft van de kranten in de westerse wereld de komende decennia verdwijnt. Keen stelt dat de digitale media haar publiek niet meer zal kunnen verzekeren van de betrouwbaarheid van de informatie die verkregen wordt door vakmensen zoals journalisten. Kennis van een deskundige overtroeft de collectieve wijsheid van amateurs (ofwel amateurjournalisten), aldus Keen.

### Radio en muziekprogramma's
Volgens Keen is het prijsverschil tussen de aankoop van een cd en een legale download te groot. Een kleiner prijsverschil zou een eerste stap kunnen zijn om klanten terug te winnen en de muziekindustrie opnieuw een levensvatbare toekomst te bieden. Dit vraagt van die muziekindustrie wel een investering. Keen stelt dat het ieders verantwoordelijkheid is om de reguliere media te beschermen tegen de cultus van de amateur.

### Doel
Keen stelt dat getracht moet worden cultuur en waarden te behouden en dat er tegelijk voordeel gehaald moet worden uit de mogelijkheden die internet biedt. Als voorbeeld noemt hij het experimentele wiki-project Citizendium uit 2006 dat de participatie van amateurs combineert met de kunde van experts. Deskundigen beoordelen artikelen en verlenen goedkeuring. Men doet een poging om de sterke punten van betrouwbare bronnen als van Encyclopædia Britannica samen te brengen met de participatie van Wikipedia. Deze 'next-generation'-platforms bieden het beste van de oude en de nieuwe mediawereld. Dit is belangrijk omdat een democratie behoefte heeft aan goed geïnformeerde burgers.

### Rol van de mens
Volgens Keens opvatting hebben de laatste twee eeuwen informatie en amusement de westerse waarden en cultuur verrijkt. Keen stelt dat die cultuur niet ten onder mag gaan door de professionele media te vernietigen ten gunste van amateurs. Dankzij experts is men kunst gaan waarderen, aldus Keen. Hij vindt dat het een morele plicht van de mens is om zijn verantwoordelijkheid te nemen.

## Ontvangst
Het boek heeft een gemengde ontvangst gekregen. De meer traditionele bronnen waren positiever over het boek dan de hedendaagse bloggers.
De New York Times noemde het boek 'een scherpzinnig beargumenteerde jammerklacht alsmede dat het boek veelzeggend is over het effect van gratis user-generated content op traditionele media.
De Daily Mail-recensent was er van onder de indruk, zichzelf nooit realiserende dat iedere amateur een pagina op Wikipedia kan schrijven.
Lawrence Lessig, die in het boek de nodige kritiek te verduren kreeg van Keen, schreef een ontzettend negatieve recensie over het boek waarin hij allerlei fouten benadrukte. Ook maakte hij een wiki waarin gebruikers konden samenwerken om alle fouten en inconsistenties in het boek konden samenstellen.
Larry Sanger, de oprichter van Citizendium, was vrijwel neutraal. Enerzijds wordt Citizendium namelijk bijgehouden door professionals en gebeurt er niets anoniem. Anderzijds is het gratis, iets waar Keen in principe op tegen is.